# Spathius imbecillus
Spathius imbecillus är en stekelart som först beskrevs av Günther Enderlein 1912.  Spathius imbecillus ingår i släktet Spathius och familjen bracksteklar. Inga underarter finns listade i Catalogue of Life.